# Liste der Einträge im National Register of Historic Places im Lincoln County (South Dakota)

Lage des Lincoln County in South Dakota

Die Liste der Einträge im National Register of Historic Places im Lincoln County in South Dakota führt alle Bauwerke und historischen Stätten im Lincoln County auf, die in das National Register of Historic Places aufgenommen wurden.

## Legende
| NRHP | Historic Place             |
| HD   | Historic District          |
| NHL  | National Historic Landmark |

## Aktuelle Einträge
| [ 2 ] | Name                                              | Bild                                              | Eintragsdatum        | Lage                                                                                                   | Ort                | Beschreibung |
| ----- | ------------------------------------------------- | ------------------------------------------------- | -------------------- | --- | ------------------ | --- |
| 1     | Dr. Andrew Anderson House                         | Dr. Andrew Anderson House                         | 2003 ID-Nr. 02001765 | 416 East 2nd Street 43° 18′ 12,9″ N, 96° 35′ 18,6″ W                                                   | Canton             | |
| 2     | Magnus O. Bergstrom House                         | Magnus O. Bergstrom House                         | 1994 ID-Nr. 94000196 | 415 South Cedar Street 43° 17′ 43″ N, 96° 36′ 8″ W                                                     | Canton             | |
| 3     | Blood Run Site                                    | Blood Run Site                                    | 1970 ID-Nr. 70000246 | An der Grenze zwischen Iowa und South Dakota entlang des Big Sioux River 43° 30′ 1,5″ N, 96° 35′ 49″ W | Shindler           | Reicht bis in das östlich benachbarte Lyon County in Iowa                                                                                            |
| 4     | Brooklyn School District No. 42                   |                                                   | 2004 ID-Nr. 04001364 | 29534 468th Avenue 43° 6′ 34″ N, 96° 50′ 41″ W                                                         | Beresford          | |
| 5     | Byrnes House                                      | Byrnes House                                      | 2009 ID-Nr. 09000946 | 525 North Broadway 43° 18′ 16,8″ N, 96° 35′ 29,2″ W                                                    | Canton             | |
| 6     | Canton Asylum for American Indians Cemetery       |                                                   | 1998 ID-Nr. 98000074 | Nördlich des US 43° 18′ 20″ N, 96° 33′ 4″ W                                                            | östlich von Canton | Friedhof des von 1898 bis 1934 bestehenden Canton Indian Insane Asylum, einer dem Bureau of Indian Affairs unterstellten psychiatrischen Einrichtung |
| 7     | Canton Lutheran Church                            | Canton Lutheran Church                            | 2002 ID-Nr. 02000582 | 124 East 2nd Street 43° 18′ 14″ N, 96° 35′ 30″ W                                                       | Canton             | |
| 8     | Anthon W. Elster House                            | Anthon W. Elster House                            | 2010 ID-Nr. 10000412 | 27765 476th Avenue 43° 21′ 51″ N, 96° 41′ 15″ W                                                        | Canton             | |
| 9     | Grand Valley Schoolhouse, District No. 12         | Grand Valley Schoolhouse, District No. 12         | 1997 ID-Nr. 97000143 | 285th Street, rund 800 m östlich der Kreuzung mit dem SD 11 43° 15′ 27″ N, 96° 38′ 15″ W               | Canton             | |
| 10    | Harney Hospital                                   | Harney Hospital                                   | 1984 ID-Nr. 84003341 | 305 South Main Street 43° 21′ 11″ N, 96° 53′ 29″ W                                                     | Lennox             | |
| 11    | Hudson Boy Scout Cabin                            | Hudson Boy Scout Cabin                            | 2009 ID-Nr. 09000448 | 416 Wheelock Street 43° 7′ 49,3″ N, 96° 27′ 15,5″ W                                                    | Hudson             | |
| 12    | John Isakson House                                | John Isakson House                                | 1984 ID-Nr. 84003342 | 504 East 3rd Street 43° 18′ 11″ N, 96° 35′ 58″ W                                                       | Canton             | |
| 13    | C. B. Kennedy Mansion                             | C. B. Kennedy Mansion                             | 2001 ID-Nr. 01000093 | 903 North Dakota Street 43° 18′ 30″ N, 96° 35′ 21″ W                                                   | Canton             | |
| 14    | Norway Center Store                               | Norway Center Store                               | 2003 ID-Nr. 03000496 | 29339 SD 11 43° 7′ 37″ N, 96° 37′ 44″ W                                                                | Hudson             | |
| 15    | Old Main, Augustana Academy                       | Old Main, Augustana Academy                       | 1985 ID-Nr. 85003093 | Lawler Street und 2nd Street 43° 18′ 13″ N, 96° 34′ 41″ W                                              | Canton             | |
| 16    | Penmarch Place                                    | Penmarch Place                                    | 1987 ID-Nr. 87000220 | Penmarch Place, RD 1, Box 142 43° 29′ 55″ N, 96° 42′ 44″ W                                             | Sioux Falls        | |
| 17    | Rudolph-Parke House                               | Rudolph-Parke House                               | 2001 ID-Nr. 01001000 | 412 East 1st Street 43° 18′ 17″ N, 96° 35′ 18″ W                                                       | Canton             | |
| 18    | Mathias Schmid Farm                               |                                                   | 2004 ID-Nr. 04001367 | 47405 293rd Street 43° 8′ 35″ N, 96° 43′ 32″ W                                                         | Beresford          | |
| 19    | Skartvedt House                                   | Skartvedt House                                   | 2000 ID-Nr. 00000121 | 224 East 2nd Street 43° 18′ 13″ N, 96° 35′ 25″ W                                                       | Canton             | |
| 20    | South Dakota Dept of Trans. Bridge No. 42-200-125 | South Dakota Dept of Trans. Bridge No. 42-200-125 | 2002 ID-Nr. 02000580 | Three Mile Road 43° 19′ 26″ N, 96° 31′ 42″ W                                                           | Canton             | |
| 21    | J. W. Taylor House                                | J. W. Taylor House                                | 2000 ID-Nr. 00001001 | 308 North Broadway 43° 18′ 10″ N, 96° 35′ 27″ W                                                        | Canton             | |
| 22    | Peder and Helga Tuntland Farmstead                |                                                   | 1994 ID-Nr. 94000194 | Rund 16 km nordwestlich von Beresford 43° 9′ 50″ N, 96° 39′ 48″ W                                      | Beresford          | |
| 23    | Ulrickson Barn                                    | Ulrickson Barn                                    | 2005 ID-Nr. 05000946 | SD 11 29350 43° 8′ 11″ N, 96° 37′ 19″ W                                                                | Hudson             | 1899 errichtete Rundscheune |

## Frühere Einträge
| [ 2 ] | Name                                                            | Bild | Eintragsdatum        | Lage                                                                      | Ort       | Beschreibung                                            |
| ----- | --------------------------------------------------------------- | ---- | -------------------- | ------------------------------------------------------------------------- | --------- | ------------------------------------------------------- |
| 1     | Kruger Dam                                                      |      | 1979 ID-Nr. 79002404 | Nordöstlich von Canton 43° 23′ 10″ N, 96° 31′ 18″ W                       | Canton    | Im Jahr 2012 aus dem Register gestrichen                |
| 2     | South Dakota Department of Transportation Bridge No. 42-103-207 |      | 2000 ID-Nr. 99001688 | Ehemalige Brücke über den Big Sioux River 43° 6′ 45,7″ N, 96° 43′ 10,4″ W | Beresford | Im Jahr 2008 abgerissen und aus dem Register gestrichen |